# Сигутин, Александр Васильевич
Александр Васильевич Сигутин (5 октября 1959, Ростов-на-Дону) — русский художник.

## Биография
Родился 5 октября 1959 в г. Ростов-на-Дону. Окончил Ростовское мореходное училище им. Седова в 1978 году. В 1987 окончил художественно-графический факультет Ростовского государственного педагогического института.
С 1988 входил в круг художников товарищества «Искусство или смерть». С 1991 год живёт и работает в Москве. Принимал активное участие в работе и проектах Галереи в Трёхпрудном переулке с 1991 год по 1993 год и Галереи «Бауманская, 13» с 1996 год по 1998 год. C 2006 года сотрудничает с галереей pop/off/art (Москва – Берлин). С 2013 года – с галереей 16thLINE art-gallery (Ростов-на-Дону).

## Работы художника находятся в собраниях
- Государственный Русский Музей, Санкт-Петербург.
- Государственная Третьяковская галерея, Москва.
- Музей актуального искусства ART4.RU, Москва.
- Коллекция 16thLINE art-gallery, Ростов-на-Дону.
- Fondazione Sandretto Re Rebaudengo, Torino, Italy.
- Museo de Arte Contemporáneo de Caracas, Каракас, Венесуэла.
- Zimmerli Art Museum at Rutgers University, New-Jersey, USA.

## Персональные выставки
- 2014 — «Десять Заповедей. Супрематическая вязь». Галерея «Pop/off/art», Москва.[2]
- 2009 — «Я так вижу». Галерея «Pop/off/art», Москва.
- 2009 — «Гастарбайтеры духа» (совместно с В. Анзельмом). ПROEKT_FAБRИКА, Москва.
- 2008 — «Гастарбайтеры духа» (совместно с В. Анзельмом). Галерея «Pop/off/art», Москва.
- 2007 — «Из жизни супремусов». Галерея «Pop/off/art», Москва.
- 2006 — «Супрематизм быта». Крокин галерея, Москва.
- 2002 — «Развивающие игры». Галерея Дмитрия Семенова, С.-Петербург.
- 2002 — «Супремусы». С.АРТ (галерея Петра Войса), Москва.
- 1998 — «Неправильные кривые». Галерея М.Гельмана, Москва.
- 1996 — «О сущности вещей». Галерея «Бауманская, 13», Москва.
- 1992 — «Осторожно: окрашено!». Галерея в Трехпрудном пер., Москва.
- 1992 — «Выставка художественных произведений». Галерея в Трехпрудном пер., Москва.
- 1991 — «Демисезонная выставка». Галерея в Трехпрудном пер., Москва.

## Галерея

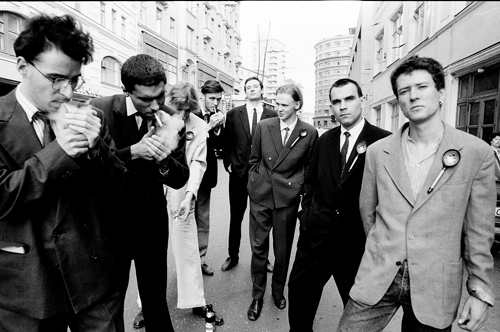
Акция «Футуристы выходят на Кузнецкий». Кузнецкий мост, Москва, 1993.
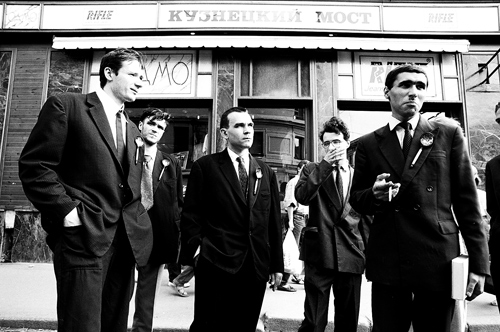
Акция «Футуристы выходят на Кузнецкий», Москва, 1993. художники В. Дубосарский, А. Сигутин, И. Китуп и А. Тер-Оганьян.

## Групповые выставки
- 2015 — «Обещание пейзажа». Музей современного искусства PERMM, Пермь.
- 2014 — «Отцы и дети». Музей современного искусства PERMM, Пермь.
- 2013 — «Больше света». ЦВЗ Манеж, Москва.
- 2013 — «Завтра воды не будет». Московский музей современного искусства, Галерея 21, Москва.
- 2013 — «ICONS». ТКАЧИ (креативное пространство), Санкт-Петербург.
- 2012 — «ICONS». Краснодарский краевой выставочный зал изобразительных искусств, Краснодар, Музей современного искусства PERMM, Пермь.
- 2012 — «В полном беспорядке. Премия Кандинского 2007-2012 гг.». Центр искусств Arts Santa Monica, Барселона, Испания.
- 2012 — «Натюрморт. Метаморфозы». Государственная Третьяковская Галерея, Москва.
- 2010 — «Концептуализм: здесь и там». Южно-российская биеннале современного искусства. МСИИД, Ростов-на-Дону.
- 2010 — «Двоесловие/диалог». Храм Св. Мученицы Татианы при Московском государственном университете. Москва.
- 2009 — «Не игрушки!?», Государственная Третьяковская Галерея, Москва.
- 2009 — «Русский леттризм», Центральный дом художника, Москва.
- 2009 — «Ночь в музее». Пермский музей современного искусства, Пермь.
- 2009 — «Товарищество „Искусство или смерть“». Государственный музей современного искусства, Москва.
- 2009 — «МосквАполис». Пермский музей современного искусства, Пермь.
- 2008 — «Русское бедное». Речной вокзал, Пермь.
- 2008 — «Яблоки падают одновременно в разных садах». ЦСИ «Винзавод», 1-я Московская международная биеннале молодого искусства «Стой! Кто идёт?», Москва.
- 2008 — «О смертном в искусстве. Памяти Николая Константинова». М-галерея, Ростов-на-Дону.
- 2008 — «Destination Unknown». ЦДХ, Москва.
- 2008 — «100% чёрный квадрат». pop/off/art gallery, Москва.
- 2008 — «Арт-Веретьево». Фестиваль актуального искусства, Москва.
- 2007 — «Приключения «Черного квадрата»». Государственный Русский музей, Санкт-Петербург.
- 2007 — Дневник художника (2-я Московская биеннале современного искусства). Триптих. ЦДХ, Москва.
- 2006 — «Искусство или смерть. Двадцать лет спустя». МСИИ на Дмитровской, Ростов-на-Дону.
- 2005 — «Живопись Трехпрудного». Культурный Центр «АRTSтрелка», Москва.
- 2005 — «Сообщники. Коллективные и интерактивные произведения в русском искусстве 1960-х-2000-х гг.». Первая Московская Биеннале современного искусства, Третьяковская галерея, Москва.
- 2004 — «Искусство без оправданий». Государственный музей архитектуры им. Щусева, Москва.
- 2004 — «Семь грехов. Любляна-Москва». Музей современного искусства, Любляна, Словения.
- 2003 — «Осторожно, религия!». Музей и общественный центр им. А. Сахарова, Москва.
- 2003 — «Новая иконография».  Галерея Гельмана, Москва.
- 2003 — «Артконституция». Выставка галереи С.АРТ в Московском музее современного искусства.
- 2002 — «Вместо искусства».  Зверевский ЦСИ, Москва.
- 2002 — «В рабочем порядке».  Галерея Д. Семенова, Санкт-Петербург.
- 2001 — «Свойственное и несвойственное». Бауманская, 13, Москва.
- 2000 — «Христос – хороший человек».  Зверевский ЦСИ, Москва.
- 2000 — «Салют, аттракцион!».  Зверевский ЦСИ, Москва.
- 1999 — «Родина или смерть».  Зверевский ЦСИ, Москва.
- 1997 — Третья биеннале современного искусства. Цетине, Черногория.
- 1997 — «Отражение Времени». Дом дружбы народов, Москва.
- 1996 — «Артотека». ЦДХ, Москва.
- 1996 — «Десять заповедей». Большая Садовая, 3, Москва.
- 1995 — «Werkstatt Moskau. Einblicke». Akademie der Kunste, Galerie im Marstall, Берлин, Германия.
- 1995 — «Мультипликация». Коллекция современного искусства Музея-заповедника «Царицыно». Выставочный зал «На Каширке», Москва.
- 1995 — «Искусство принадлежит народу» (сокуратор, участник). ЦСИ. Витрины магазинов, Москва.
- 1995 — «О доме». Профсоюзная, 100, Москва.
- 1995 — «Репродукция — mon amour». Copenhagen Contemporary Art Center «Nikolaj». Копенгаген, Дания.
- 1995 — «New Russian Art: Paintings from the Christian Keesee Collection». City Art Center, Оклахома-Сити, США.
- 1995 — «Kunst im verborgenen. Nonkonformisten Russland 1957—1995». Коллекция современного искусства Музея-заповедника «Царицыно». Documenta-Halle, Кассель; Wilhelm-Hack Museum, Людвигсхафен-на-Рейне; Staatliches Lindenau Museum, Альтенбург, Германия.
- 1994 — «Репродукция — mon amour». ЦСИ, Москва.
- 1994 — «Exchange II/Datsja» (Обмен II/Дача). Almere, Флевопольдер, Нидерланды.
- 1994 — «Искусство принадлежит народу». ЦСИ, Москва.
- 1994 — «Майская выставка».Кузнецкий мост, 20, Москва.
- 1994 — «Московские художники: новый взгляд». Дом художника на Кузнецком мосту, Москва.
- 1994 — «Fluchtpunkt Moskau». Ludwig Forum, Аахен, Германия.
- 1993 — 6-th Asian Art Biennale. Дакка, Бангладеш.
- 1993 — «Конверсия». Галерея М.Гельмана. ЦДХ, Москва.
- 1993 — «Exchange/Обмен». Москва.
- 1993 — «Скромные ученики великого мастера». Галерея в Трехпрудном пер., Москва.
- 1993 — Второй проект для выставки «Мы жили в эти годы» (совместно с А. Тер-Оганьяном). Галерея в Трехпрудном пер., Москва.
- 1992 — «Футуристы выходят на Кузнецкий» (акция). Кузнецкий мост, Москва.
- 1992 — «Московский романтизм». ЦДХ, Москва.
- 1992 — «Пейзаж». Галерея «А 3», Москва.
- 1992 — «Still leven». Галерея «Велта», Москва.
- 1992 — «Интерьер». Галерея в Трехпрудном пер., Москва.
- 1992 — «Левой ногой». Галерея в Трехпрудном пер., Москва.
- 1992 — «Гуманитарная помощь». Галерея в Трехпрудном пер., Москва.
- 1992 — «Мы жили в эти годы» (совместно с А. Тер-Оганьяном). Галерея в Трехпрудном пер., Москва.
- 1992 — «За абстракционизм». Галерея в Трехпрудном пер., Москва.
- 1992 — «Выяснение отношений с помощью оружия». Галерея в Трехпрудном пер., Москва.
- 1992 — «Штиль». Галерея УКВ, Киев.
- 1992 — «Вопросы искусства». Галерея L, Москва.
- 1991 — «Форма и содержание». Галерея в Трехпрудном пер., Москва.
- 1991 — «Мамка-космос». Галерея «Пропеллер». Профсоюзная, 100, Москва.
- 1991 — «В субботний вечер». Бывший музей Ленина, Львов.
- 1991 — «До и после». Дворец молодежи, Москва.
- 1988 — «Выставка работ преподавателей и студентов педагогических учебных заведений». Манеж, Москва.

## Куратор выставок
- 1993 — «Иерархия в искусстве». Галерея в Трехпрудном пер., Москва.
- 1992 — «Художник и книга». Пересветов пер., Москва.

## Фильмография
- «Кошляков, Шабельников, Тер-Оганьян, Сигутин». Д/ф, «Art via Video», 2006.